# Dubla Alianță (1879)

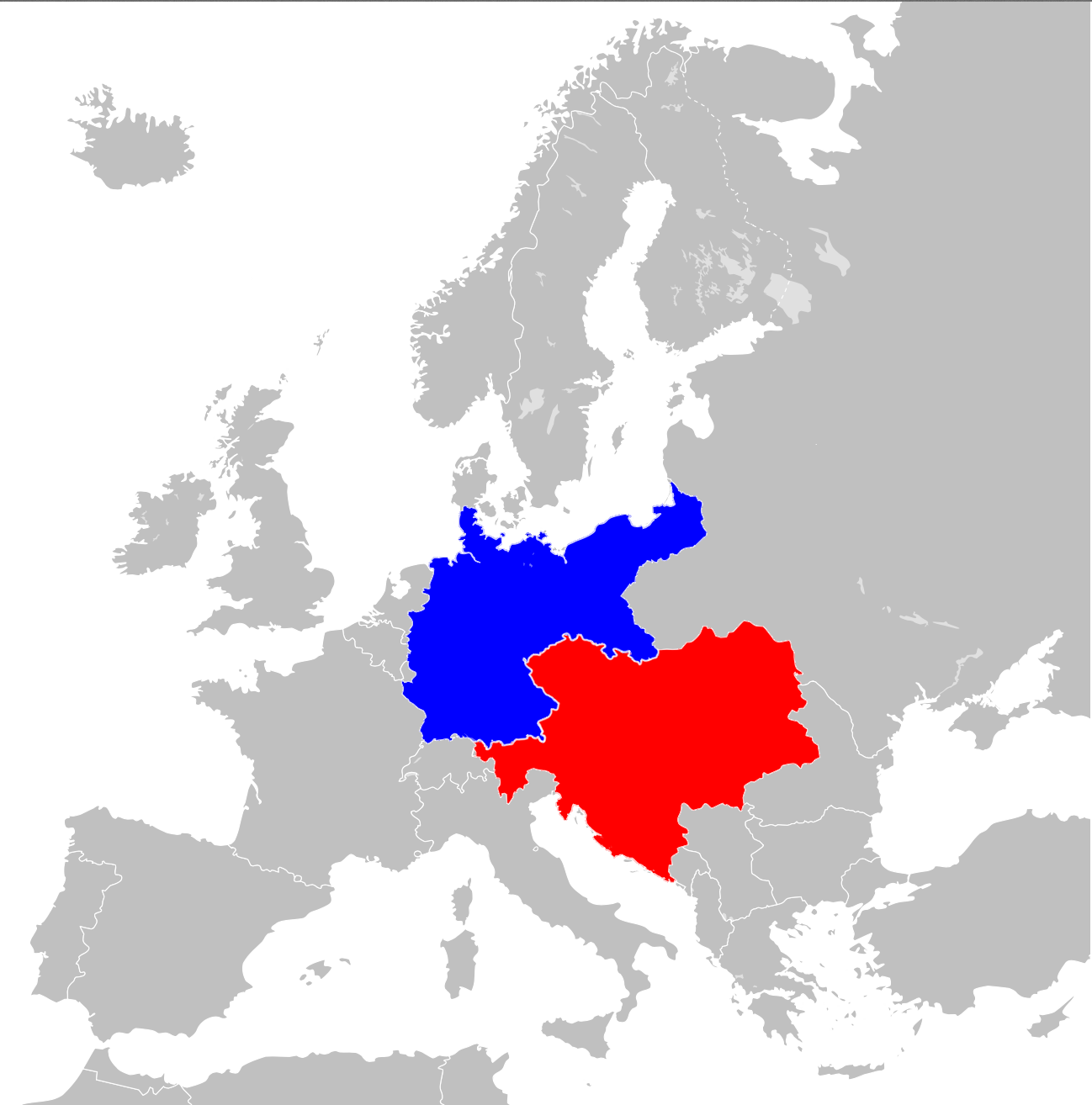
Dubla Alianță în 1914:
- cu albastruGermania
- cu roșu Austro-Ungaria

Dubla Alianță  a fost o alianță defensivă dintre Imperiul German și Austro-Ungaria, care a fost creată prin tratatul din 7 octombrie 1879, ca parte a sistemului de alianțe lui Bismarck, pentru prevenirea sau limitarea războaielor. Cele două puteri și-au promis ajutor reciproc în caz de atac din parte Rusiei. De asemenea, fiecare stat a promis să adopte o neutralitate binevoitoare față de partener, dacă acesta ar fi atacat de o a treia putere europeană (care ar putut fi putut fi Franța, în special după semnarea alianței franco-ruse din 1894). [Otto von Bismarck]] a considerat această alianță ca o cale pentru prevenirea izolării Imperiului German, care fusese proclamat doar cu câțiva ani mai înainte, și pentru apărarea păcii – pentru că presupunea că Rusia nu ar fi declanșat un război împotriva ambelor imperii.

## Începuturile
Atunci când Austro-Ungaria și Germania au format o alianță în 1879, aceasta a fost una dintre cele mai surprinzătoare înțelegeri din acea vreme. Deși ambele imperii aveau în comun germana și o cultură asemănătoare, Austro-Ungaria și Germania fuseseră conduse în direcții politice diferite sau conflictuale, ca în ultimul război austro-prusac. În plus, monarhii habsburgi ai Austriei considerau că naționalismul promovat de Germania avea să distrugă imperiul lor multinațional. Cu toate acestea, antipatia lor comună față de Rusia a adus cele două națiuni împreună pentru o cauză comună.

## Alianța împotriva Rusiei
După fondarea Imperiului German în 1871, cancelarul german Otto von Bismarck a încercat să promoveze imaginea unei țări doritoare de pace și apărătoare a status quo-ului european, dar și să câștige mai multă putere pentru Germania și să continue cu unificarea ultimelor teritorii germane care nu făceau parte din imperiu. În 1878, Rusia a înfrânt Imperiul Otoman în Războiul Ruso-Turc. Tratatul de pace de la San Stefano i-a asigurat Rusiei o influență considerabilă în Balcani. Această evoluție a indignat Austro-Ungaria, principalul rival al Rusiei în regiunea Balcanilor, aceasta în ciuda alianței cu germanii și rușii în Liga celor trei împărați. Prin urmare, în 1878, Bismarck a convocat o conferință internațională (Congresul de la Berlin) pentru rezolvare problemei. Tratatul de la Berlin care a rezultat la sfârșitul conferinței a suprimat câștigurile Rusiei din Tratatul de la San Stefano și a acordat Austriei drept compensație teritoriul Bosniei. În ciuda tentativelor lui Bismarck de a juca rolul unui „broker cinstit” în timpul Congresului de la Berlin, relațiile ruso-germane s-au deteriorat după conferință. Liga celor trei împărați a devenit nefuncțională, iar Germania și Austro-Ungaria s-au simțit libere să se alieze împotriva Rusiei. 

## Noul aliat - Italia
În 1881, Italia a pierdut competiția cu Franța pentru controlul asupra Tunisiei. Pentru a-și asigura un sprijin diplomatic mai puternic, Italia s-a alăturat Germaniei și Austro-Ungariei pentru formarea în 1882 a Triplei Alianțe – o alianță militară europeană care a fost urmată în scurtă vreme de formarea în 1907 a  Tripla Înțelegere. 
În timpul primei conflagrații mondiale, Italia nu a intrat imediat în război alături de aliații săi, dar a rămas nu neutră. În 1915 însă, Italia s-a alăturat puterilor Antantei și a declarat război Austro-Ungariei și Germaniei un an mai târziu. Dubla Alianță, cunoscută cu numele Puterile Centrale,  a supraviețuit de-a lungul războiului și s-a încheiat doar odată cu înfrângerile din 1918.